# Obljaj
Obljaj (v cyrilici Обљај, do češtiny lze přeložit jako Mladá) je vesnice nedaleko města Bosansko Grahovo v Kantonu 10 v Bosně a Hercegovině. 
V roce 1961 zde podle sčítání obyvatel žilo 239 lidí, z nichž 85 % bylo Srbů. Ještě před válkou v bývalé Jugoslávii v roce 1991 zde bydlelo 193 lidí, z nichž 84 % bylo srbské národnosti. Během etnických čistek v 90. letech 20. století se počet obyvatel snížil na 114.

## Významný rodák

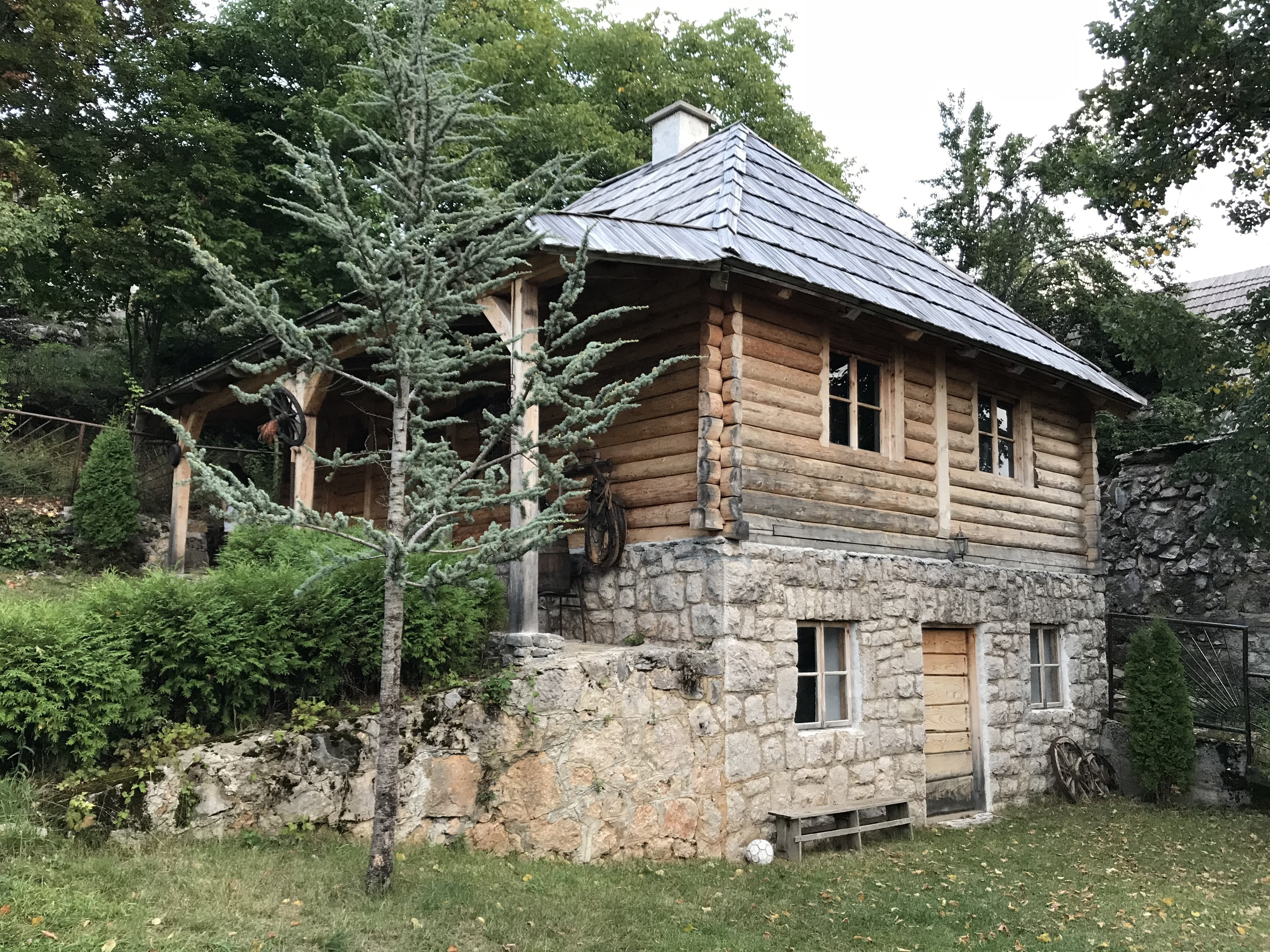
Replika rodného domku Gavrilo Principa

Obec je známá jako rodiště Gavrilo Principa, vraha rakousko-uherského následníka trůnu Františka Ferdinanda d'Este a vévodkyně Žofie Chotkové. Jeho otec zde působil jako poštovní doručovatel. Rodný dům byl zničen v roce 1995 během obsazení města Bosansko Grahovo chorvatskou armádou v rámci přípravy na vojenskou operaci Bouře. Obnoven byl v roce 2014 ke 100. výročí atentátu.